# Mengzi (Yunnan)
Mengzi (蒙自市S, MěngzìP) è una città-contea della Cina, situata nella provincia di Yunnan e amministrata dalla prefettura autonoma hani e yi di Honghe.